# فیس‌بوک
فیس‌بوک (به انگلیسی: Facebook) یک سرویس شبکه اجتماعی آنلاین است که در ۴ فوریه سال ۲۰۰۴ میلادی توسط مارک زاکربرگ و دوستانش ادواردو ساورین، اندرو مک‌کالم، داستین موسکوویتز و کریس هیوز در دانشگاه هاروارد به وجود آمد. در ابتدا نام‌نویسی در این وبگاه تنها به دانشجویان دانشگاه هاروارد محدود بود. اما با گذشت زمان درِ آن برای دانشگاه‌های شهرهای بوستون، آیوی لیگ و دانشگاه استنفورد نیز گشوده‌شد. پس از افزوده‌شدن دانشگاه‌های مختلف و دبیرستان‌ها به لیست مجاز عضویت در فیس‌بوک، عضویت در آن به‌تدریج در دسترس تمامی افراد بالای ۱۳ سال در سرتاسر دنیا قرار گرفت.
مالک این اپلیکیشن، متا پلتفرمز است.
کاربران برای بهره‌گیری کامل از فیس‌بوک باید در آن نام‌نویسی کنند. پس از نام‌نویسی، امکان ایجاد نمایه شخصی، افزودن دیگر کاربران به فهرست دوستان، فرستادن و دریافت پیام و دریافت آگاه‌سازی از تغییرات دوستان خود فراهم می‌شود. علاوه بر این موارد، پیوستن به گروه‌های مورد علاقه، یافتن هم‌کاران، هم‌کلاسی‌ها، پسندیدن پست‌ها، بیان دیدگاه و دسته‌بندی دوستان از امکانات دیگر این سیستم است. در ماه سپتامبر سال ۲۰۱۲ میلادی تعداد اعضای این وبگاه از مرز ۱ میلیارد نفر گذشت. که به گفته خود فیس‌بوک ۸/۷٪ آن‌ها کاربران جعلی هستند. وبگاه فیس‌بوک سالیانه ۱۸۰ پتابایت (معادل نیم پتابایت در روز) اطلاعات در سرورهای خود ذخیره می‌کند. این وبگاه به ۱۴۰ زبان دنیا قابل دسترس بوده و ۷۰ درصد از کاربران آن در خارج از ایالات متحده هستند.
فیس‌بوک در حال حاضر بزرگترین شبکه اجتماعی دنیا با بیش از ۲ میلیارد کاربر فعال است.

## تاریخچه

### پیدایش
مارک زاکربرگ، دانشجوی رشته علوم کامپیوتر و روان‌شناسی دانشگاه هاروارد پیش از آن نیز تجربه‌هایی در راه‌اندازی شبکه اجتماعی داشت. او وبگاه‌هایی مانند CourseMatch برای پیگیری وضعیت مدرک تحصیلی و Facemash را برای رده‌بندی میزان جذابیت افراد طراحی کرده‌بود. در ماه فوریه سال ۲۰۰۴ میلادی و در سن           ۲۰ سالگی به‌همراه دوستان خود وبگاه The Facebook را راه‌اندازی کرد. در ۲۴ ساعت اولیه راه‌اندازی این وبگاه ۱٫۲۰۰ نفر از دانشجویان دانشگاه هاروارد و پس از یک ماه، بیش از نیمی از دانشجویان کارشناسی این دانشگاه در آن نمایه داشتند.

### سال ۲۰۰۴
در میانه سال ۲۰۰۴، شان پارکر، بنیان‌گذار نپستر که پیش از آن مشاور زاکربرگ بود، به‌عنوان رئیس فیس‌بوک برگزیده‌شد. در ماه ژوئن همان سال دفتر شرکت به پالو آلتو، کالیفرنیا منتقل شد. فیس‌بوک نخستین سرمایه‌گذاری خود را از پیتر تیل، یکی از بنیان‌گذاران پی‌پل دریافت کرد.

### سال ۲۰۰۵
در ماه سپتامبر سال ۲۰۰۵ آدرس وبگاه به facebook.com تغییر کرد. این دامنه اینترنتی به قیمت ۲۰۰٫۰۰۰ دلار خریداری شد. در ماه مه سال ۲۰۰۵، شرکت اکسل پارتنرز ۱۲/۷ میلیون دلار و جیم بریر ۱ میلیون دلار در این وبگاه سرمایه‌گذاری کردند.

### سال ۲۰۰۶
عضویت در فیس‌بوک که در ابتدا محدود به دانشگاه‌ها و دبیرستان‌های آمریکا و اروپا بود، به‌تدریج از ماه سپتامبر سال ۲۰۰۶ برای همه میسر شد. در سال ۲۰۰۶ شرکت‌هایی مانند یاهو! و گوگل پیشنهادهایی برای خرید این وبگاه دادند که توسط مارک زاکربرگ رد شدند. با این حال شرکت مایکروسافت توانست ۱/۶٪ از سهام این وبگاه به‌همراه حق ویژه تبلیغ در آن را به قیمت ۲۵۰٫۰۰۰ دلار بخرد.

### سال ۲۰۰۹
در ماه ژانویه سال ۲۰۰۹ میلادی فیس‌بوک عنوان پراستفاده‌ترین سرویس شبکه اجتماعی را از آن خود کرد و مجله انترتینمنت ویکلی نیز آن را در صدر لیست بهترین‌های دهه قرار داد.

### سال ۲۰۱۲
در ماه مه سال ۲۰۱۲ میلادی این شبکه اجتماعی سهام خود را برای فروش در بازار نزدک قرار داد و به یک شرکت سهامی عام تبدیل شد. فیس‌بوک در ۸ ماه مه سال ۲۰۱۲ میلادی شروع به فروش سهام خود در نزدک کرد و به یک شرکت عمومی تبدیل شد. این وبگاه با درآمد ۵/۱ میلیارد دلاری در سال ۲۰۱۲ وارد لیست فرچون ۵۰۰ شد و در سال ۲۰۱۳ در رده ۴۲۶ام قرار گرفت.

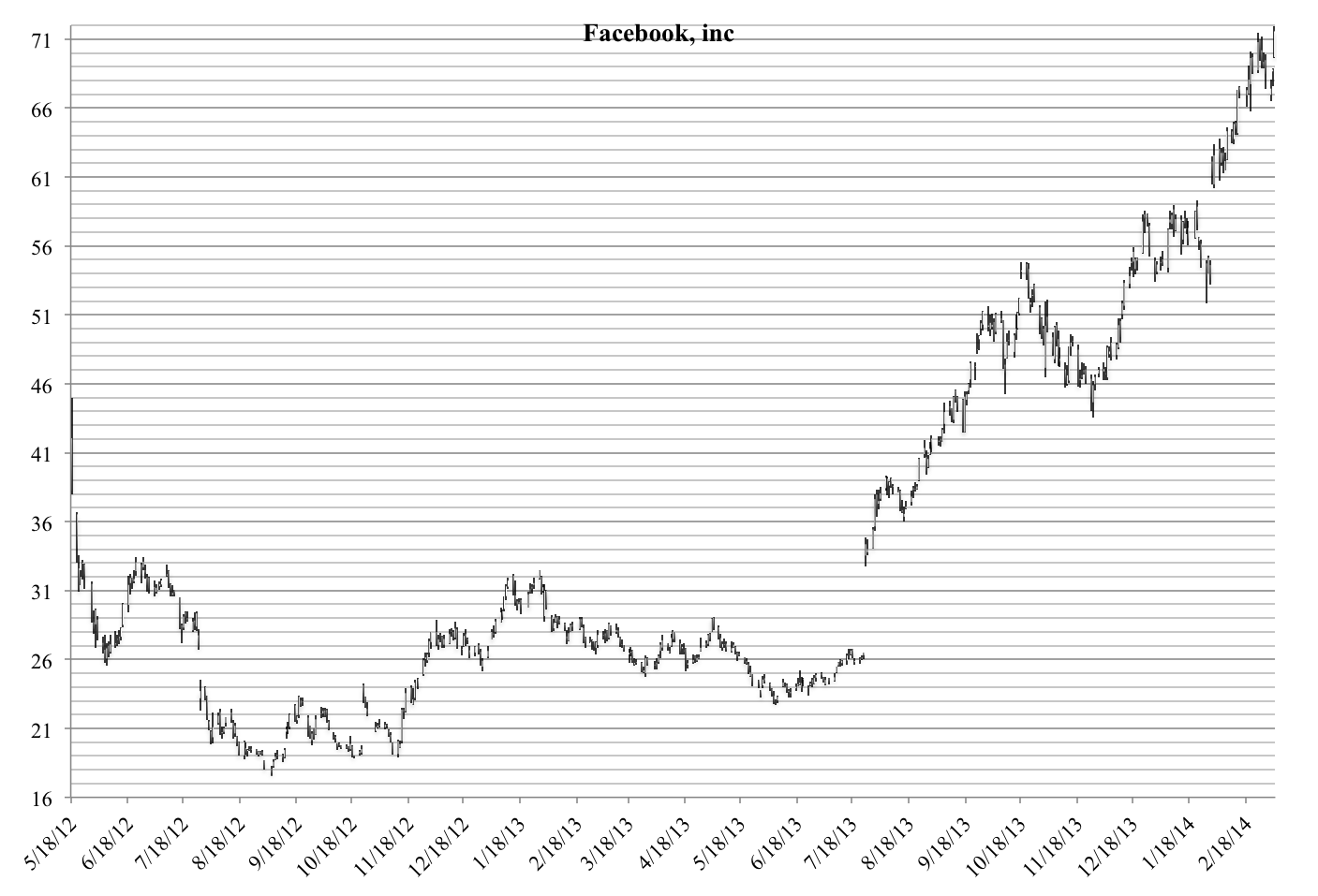
نمودار ارزش سهام فیس‌بوک

### سال ۲۰۱۴
در ژانویه ۲۰۱۴ نرم‌افزار کاربردی خوراک‌خوان فیس‌بوک با نام Paper برای گوشی‌های تلفن همراه عرضه شد. با این نرم‌افزار کاربردی می‌توان مطالب و خبرهای مورد علاقه در زمینه‌های مختلف از جمله ورزش، عکاسی و طراحی را خواند.
فیسبوک در فوریه ۲۰۱۴ شرکت پیامک‌رسانی واتس‌اپ را به بهای ۱۹ میلیارد دلار خریداری کرد. این بزرگترین سرمایه‌گذاری فیس‌بوک تا همین تاریخ به‌شمار می‌رود. برای خرید این شرکت ۴ میلیارد دلار نقد، ۱۲ میلیارد دلار از حق مالکیت خود و ۳ میلیارد دلار سهام هم بعداً به مالکان و حدود پنجاه کارمند واتس‌اپ تعلق خواهد گرفت. مارک زاکربرگ در بیانیه‌ای واتس‌اپ را سرویسی «فوق‌العاده با ارزش» توصیف کرد و گفت فکر خرید واتس‌اپ یازده روز پیش از خرید سهام ذهنش گذشته‌است. او پیش‌بینی کرد کاربران واتس‌اپ از یک میلیارد تَن خواهد گذشت. پیش از این بزرگترین خرید فیس‌بوک خرید اینستاگرام به بهای یک میلیارد دلار در سال ۲۰۱۲ بود.

### سال ۲۰۱۵
در فوریه ۲۰۱۵ (بهمن ۱۳۹۳) فیسبوک امکان جدیدی را ایجاد کرد که به کاربر اجازه می‌دهد فردی را به عنوان وارث حساب کاربری (legacy contact) خود برگزیند. این ویژگی نخست در ایالات متحده در دسترس بوده و سپس در سایر کشورها نیز در دسترس کاربران قرار خواهد گرفت. فیسبوک پیش از این به منظور حفظ حریم شخصی و امنیت خانواده و دوستان، نمایه شخصی افراد فوت شده را مسدود می‌کرد. افرادی که به عنوان وارث انتخاب می‌شوند دسترسی محدودی به حساب کاربری افراد فوت شده دارند. آن‌ها می‌توانند پست ارسال کنند، عکس نمایه را تغییر دهند، به درخواست‌های دوستی پاسخ دهند و بایگانی از عکس‌ها و پست‌های کاربر را دانلود کنند. اما این به این معنی است که آن‌ها نمی‌توانند محتوای پیام‌های خصوصی کاربر را دانلود کنند و پست‌های نوشته شده توسط خود کاربر یا دوستان فیسبوکی او را ویرایش کنند و یک عکس یا کل حساب کاربری را پاک کنند.
سایت فیس‌بوک در ابتدای ژوئیه ۲۰۱۵ اعلام کرد که دپارتمان هوش مصنوعی این شرکت، الگوریتم جدیدی را در خصوص تشخیص چهره آزمایش می‌کند که از طریق سیستم‌های پردازش تصویر (Image Processing) و هوش مصنوعی (AI) بدون اینکه تصویر صورت فرد در عکس مشخص باشد امکان تشخیص او را از روی ویژگی‌های کلیدی دارد. این امکان هم‌اکنون بر روی بیش از ۴۰۰۰۰ تصویر آزمایش شده و نتیجه آن بیش از ۸۳ درصد تشخیص صحیح بوده‌است. همچنین این سایت اعلام کرد که پس از بررسی و اطمینان از صحت کارکرد این ویژگی به اپلیکیشن‌ها افزوده خواهد شد.

## انتقادها به فیس‌بوک
نتایج یک مطالعه در انگلستان نشان داده که در حدود یک‌پنجم تا یک‌سوم طلاق‌های این کشور، به فیس‌بوک در دادخواست طلاق اشاره شده و موجب نارضایتی یکی از طرفین را فراهم آورده‌است.
جولین آسانژ مؤسس و مدیر وبگاه ویکی‌لیکس می‌گوید:
فیس‌بوک تنفر آمیزترین ابزار جاسوسی است که تاکنون ایجاد شده‌است. هر کس که نام و مشخصات دوستان خود را به شبکه اجتماعی فیس‌بوک اضافه می‌کند باید بداند که به شکل رایگان در خدمت دستگاه‌های اطلاعاتی آمریکاست و این گنجینه اطلاعاتی را برای آن‌ها تکمیل می‌کند.
به گفته وی فیس‌بوک یک گنجینه اطلاعاتی بسیار بزرگ از نام و پیشینه افراد است که کاربران آن را به شکل داوطلبانه در اختیار این شبکه اجتماعی قرار می‌دهند ولی این ابزار توسط دستگاه‌های امنیتی و اطلاعاتی آمریکا مورد بهره‌برداری قرار می‌گیرد. دسترسی این دستگاه‌های اطلاعاتی به اطلاعات ذخیره شده در فیس‌بوک آن را به یک ابزار خطرناک بدل کرده‌است.

### گردآوری و ذخیره‌سازی نانوشته‌ها
فیس‌بوک در مقاله‌ای در دسامبر ۲۰۱۳ اعلام کرد، از این امکان برخوردار است که می‌تواند پیش‌نویس نوشته‌های کاربر را که نهایتاً تصمیم به انتشار آن‌ها نمی‌گیرد، همان‌طور که تایپ می‌شوند، ذخیره و نگه‌داری کند. مقاله مشخص می‌کند که فیس‌بوک بر اندیشه‌های اشخاص حتی بدون انتشار نظارت دارد.
هنگام نوشتن در فیس‌بوک، این شبکه اجتماعی کدهایی را به مرورگر وب ارسال می‌کند و این کدها به صورت اتوماتیک آنچه را که شما تایپ می‌کنید را تحلیل می‌کند و به فیس‌بوک گزارش می‌دهد. فیس‌بوک این اقدام را که کاربر چیزی می‌نویسد و از انتشار آن صرف‌نظر می‌کند خودسانسوری تلقی کرده‌است.
در ژانویه ۲۰۱۴ هزاران کاربر فیس‌بوک با تشکیل جنبش اجتماعی اعتراض‌آمیز و انتشار یک نامه سرگشاده برخط که ۲۷ هزار امضاکننده یافت، خواستار آن شدند تا فیس‌بوک از رهگیری اندیشه‌های منتشرنشده‌شان دست بکشد. یک سخنگوی فیس‌بوک در پاسخ گفت: «فیس‌بوک محتوایی را که کاربران تصمیم گرفته‌اند تا آن را منتشر نکنند گردآوری یا رهگیری نمی‌کند.»

### ارائه اطلاعات کاربران به دولت‌ها
فیسبوک در گزارشی که در ۲۷ اوت ۲۰۱۳ میلادی منتشر کرد اعلام نمود که اطلاعات کاربرانش را به درخواست دولت‌های مختلف، در اختیار این دولت‌ها می‌گذاشته‌است. در این گزارش آمده‌است که تنها در نیمه نخست سال ۲۰۱۳ میلادی دولت‌های گوناگون خواستار دستیابی به اطلاعات بیش از ۳۸ هزار کاربر این شبکه اجتماعی شده‌اند که در ۸۰٪ موارد درخواست‌ها به نتیجه رسیده‌اند. بیش از ۷۴ کشور جهان چنین درخواست‌هایی از فیسبوک داشته‌اند. بیش از نیمی از درخواست‌ها مربوط به دولت آمریکا بوده‌است (۲۰ تا ۲۱ هزار کاربر) که به ۷۹٪ از آن‌ها ترتیب اثر داده شده‌است. میزان دقیق درخواست‌های آمریکا به علت وجود قوانینی که مانع افشای آمار دقیق هستند ممکن نبوده. دولت بریتانیا نیز ۲۳۰۰ درخواست در این زمینه داشته‌است که به ۶۸٪ از آن‌ها ترتیب اثر داده شده. مقامات ترکیه اطلاعات ۱۷۳ کاربر فیسبوک را از این وبگاه درخواست کرده‌اند که فیسبوک به ۴۵ مورد از آن‌ها پاسخ داده‌است. به گفته فیسبوک این اطلاعات به «تهدید کودکان و شرایط اضطراری» مربوط بوده‌اند. وکیل فیسبوک در اینبار اظهار امیدواری کرده‌است که این گزارش در جهت دستیابی به «معیارهای مناسب برای درخواست‌های دولت‌ها دربارهٔ اطلاعات کاربران» مفید باشد.

### پایشِ لینک‌های درون پیام‌های خصوصی
در روز ۳۰ دسامبر ۲۰۱۳ (۹ دی ۱۳۹۲) از فیس‌بوک شکایت شد که آن دسته از پیام‌های خصوصی کاربران را که دربرگیرنده لینکی به وبگاه‌های دیگر است پایش می‌کند تا با اطلاع از محتوای وبگاه لینک‌داده‌شده، از این داده‌ها برای هوشمند کردن آگهی‌های خود بهره گیرد. بر اساس این شکایت، فیس‌بوک متهم به کنترل پیام‌های خصوصی کاربران به منظور بهره‌گیری از محتوای لینک‌های درون آن برای تنظیم آگهی‌های خود است.

### نژادپرستانه، زن ستیز و ضد همجنسگرایانه
محققان می‌گویند محتوای «نژادپرستانه، زن ستیز و ضد همجنسگرایانه» شبکه‌های اجتماعی به سلامت روان افراد لطمه می‌زند زیرا اعتماد به سلامت جامعه از بین می‌برد. زیرا در مکالمات آنلاین، افراد با پروای کمتری به رفتارهای غیر محترمانه و پرخاشگرانه روی می‌آورند. در شبکه‌های اجتماعی زمینه برای «انتشار مطالب زیان آور، توهین‌آمیز و جنجالی که در مرز آزادی بیان و بیان خصمانه قرار دارند» مهیاست. این رفتارهای خشن و خصمانه نسبت به زنان، اقلیت‌های اجتماعی و سیاسی و افراد و گروه‌های آسیب‌پذیر شدیدتر است و آن‌ها بیشتر در معرض بد رفتاری هستند.

### انتخابات ریاست جمهوری سال ۲۰۱۶
در مارس ۲۰۱۸، مشخص شد که شرکت کمبریج آنالیتیکا بدون اجازه از اطلاعات شخصی آنلاین بیش از ۸۷ میلیون کاربر فیس‌بوک برای تأثیرگذاری بر مبارزات انتخابات ریاست‌جمهوری ایالات متحده آمریکا (۲۰۱۶) به نفع دونالد ترامپ استفاده کرده و فیس‌بوک با وجود اطلاع از کار این شرکت، هیچ اقدامی انجام نداده‌است. در پی این رسوایی، ارزش سهام فیس‌بوک در یک هفته ۵۸ میلیارد دلار کاهش یافت.

## تأیید صفحات در فیس‌بوک
تأیید شدن صفحات اشخاص مشهور مانند بازیگران و سیاست‌مداران در چند سال گذشته موجب شد که برخی از افراد مشهور در فیس‌بوک مجبور به استفاده از صفحات شخصی خود در فیس‌بوک شوند

لوگوی تأیید صفحات فیس‌بوک که در کنار نام کسان تأیید شده قرار می‌گیرد

## قطعی
کلیه سرویس‌های فیس‌بوک شامل فیس‌بوک و اینستاگرام و واتس آپ و .... در تاریخ ۴ اکتبر سال ۲۰۲۱ به دلیل ارسال تنظیمات اشتباه به سویچ‌ها و روترهای زیرساختی سرورها دچار قطعی کامل شدند به دنبال این قطعی سهم فیس‌بوک حدود ۵ درصد سقوط کرد.

## کاربران
در ماه مه۲۰۱۱ تعداد کاربران فیس‌بوک به بیش از ۷۰۰ میلیون کاربر رسید که حدود ۷۰ درصد آن‌ها کاربران خارج از ایالات متحده بودند. بیشترین کاربران از کشور آمریکا و در رتبه دوم کشور اندونزی قرار داشتند.

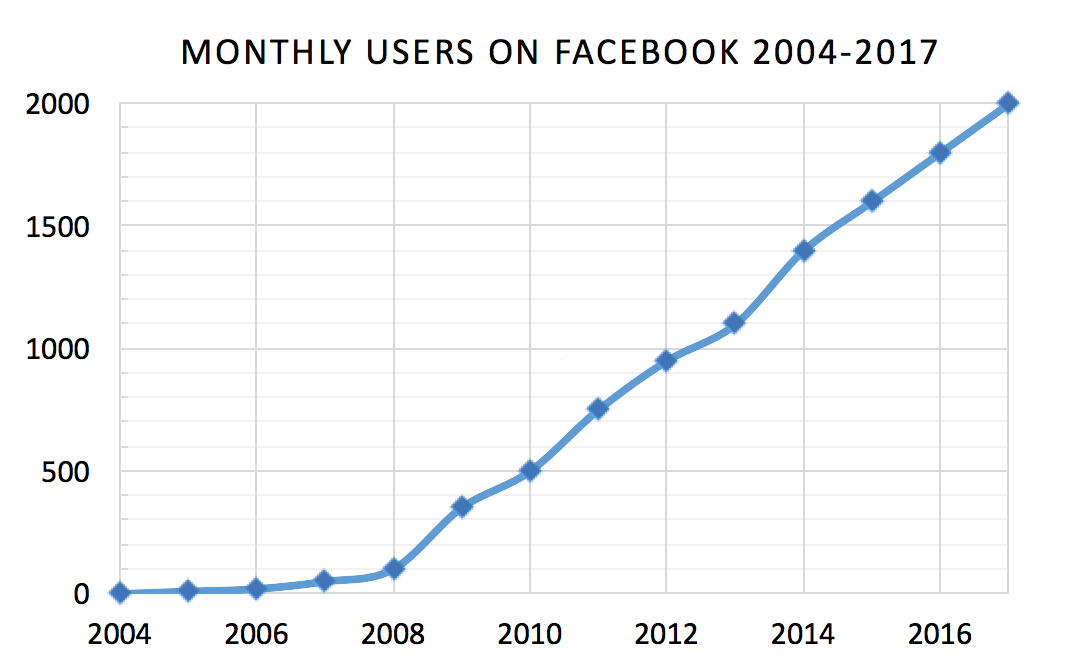
نمودار رشد کاربران فیس‌بوک

در ۲۴ اوت ۲۰۱۵ (۲ شهریور ۱۳۹۴) برای نخستین‌بار یک‌میلیارد نفر تنها در یک روز از فیس‌بوک استفاده و این وبگاه را تبدیل به پراستفاده‌ترین محصول فناوری موجود روی زمین کردند. در این روز از هر هفت نفر روی کره زمین یک نفر در این شبکه اجتماعی حضور داشته و از آن استفاده کرد.
در ژوئن ۲۰۱۷ تعداد کاربران فعال فیس‌بوک از ۲ میلیارد نفر گذشت.
| زمان            | کاربران فعال | روز سپری شده | درصد افزایش |
| --------------- | ------------ | ------------ | ----------- |
| ۲۶ اوت ۲۰۰۸     | ۱۰۰ میلیون   | ۱۶۶۵         | ۱۷۸٫۳۸٪     |
| ۸ آوریل ۲۰۰۹    | ۲۰۰ میلیون   | ۲۲۵          | ۱۳٫۳۳٪      |
| ۱۵ سپتامبر ۲۰۰۹ | ۳۰۰ میلیون   | ۱۵۰          | ۱۰٪         |
| ۵ فوریه ۲۰۱۰    | ۴۰۰ میلیون   | ۱۴۳          | ۶٫۹۹٪       |
| ۲۱ ژوئیه ۲۰۱۰   | ۵۰۰ میلیون   | ۱۶۶          | ۴٫۵۲٪       |
| ۵ ژانویه ۲۰۱۱   | ۶۰۰ میلیون   | ۱۶۸          | ۳٫۵۷٪       |
| ۳۰ می ۲۰۱۱      | ۷۰۰ میلیون   | ۱۴۵          | ۳٫۴۵٪       |
| ۲۲ سپتامبر ۲۰۱۱ | ۸۰۰ میلیون   | ۱۱۵          | ۳٫۷۳٪       |
| ۲۴ آوریل ۲۰۱۲   | ۹۰۰ میلیون   | ۲۱۵          | ۱٫۷۴٪       |
| ۴ اکتبر ۲۰۱۲    | ۱٬۰۰۰ میلیون | ۱۶۳          | ۲٫۰۴٪       |
| ۳۱ مارس ۲۰۱۳    | ۱٬۱۱۰ میلیون | ۱۷۸          | ۱٫۶۷٪       |

## درآمد
| سال  | سود               | افزایش |
| ---- | ----------------- | ------ |
| ۲۰۰۶ | ۵۲ میلیون دلار    | --     |
| ۲۰۰۷ | ۱۵۰ میلیون دلار   | ۱۸۸٪   |
| ۲۰۰۸ | ۲۸۰ میلیون دلار   | ۸۷٪    |
| ۲۰۰۹ | ۷۷۵ میلیون دلار   | ۱۷۷٪   |
| ۲۰۱۰ | ۲٫۰۰۰ میلیون دلار | ۱۵۸٪   |
| ۲۰۱۱ | ۴٫۲۷۰ میلیون دلار | ۱۱۴٪   |

## فیلم شبکهٔ اجتماعی

نشان فیلم شبکهٔ اجتماعی

در سال ۲۰۱۰ دیوید فینچر فیلمی را با نام شبکهٔٔ اجتماعی در مورد فیس‌بوک و زندگی مارک زاکربرگ ساخت.

## در ایران
بنابر قوانین نظام جمهوری اسلامی عضویت در هیچ شبکه اجتماعی جرم نیست ولی از آن جهت که چنین شبکه‌هایی دچار فیلترینگ شده‌اند، عبور از فیلترینگ جرم تلقی می‌شود. بر پایه قوانین جرائم رایانه‌ای ایران، هیچ‌گونه مجازاتی برای افرادی که در فیسبوک عضویت دارند در نظر گرفته نشده‌است. اگر اطلاعات افراد نیز در فیسبوک مورد دزدی و سوءاستفاده قرار بگیرد، در دادسرای جرائم رایانه‌ای می‌توانند شکایت کنند و به دعاوی حقوقی آن‌ها رسیدگی می‌شود. با وجود اینکه مقام‌های جمهوری اسلامی در موارد زیادی از شبکه‌های اجتماعی چون فیسبوک به عنوان «ابزار براندازی و جنگ نرم» یاد کرده‌اند، ولی بعضی از خود این مقامات حضوری فعال در این شبکه‌ها دارند.

فیلترینگ فیس‌بوک در ایران

فعالیت فیس‌بوک در ایران فراز و نشیب‌های زیادی داشته‌است. فیس‌بوک قبل از سال ۱۳۸۸ دو بار فیلتر و دوباره آزاد شده بود؛ ولی پس از انتخابات ریاست جمهوری ۱۳۸۸ دوباره فیلتر شد. مسئولان ایران علت فیلتر شدن را نقض حریم شخصی افراد در این وبگاه بیان می‌کنند. در حالی که منتقدان علت را استفاده معترضان به نتایج انتخابات سال ۸۸ از این سایت برای سازمان دهی و بارگذاری ویدئو و نگاره را علت فیلتر شدن آن در سال ۱۳۸۸ بیان می‌کنند.
در پی سیاست‌های تحریم ایران، وبگاه فیس‌بوک اجازه انتخاب ایران به عنوان کشور محل سکونت را نمی‌دهد؛ ولی مشخص است که فیس‌بوک جایگاه خاصی در جامعه ایران باز کرده به گونه‌ای که از قشرها مختلف جامعه ایرانی از جمله دانشجویان، استادان دانشگاه، کارمندان، بازاریان، آموزگاران، دانش‌آموزان، هنرمندان و روزنامه‌نگاران در آن عضو هستند. فیلتر بودن فیس‌بوک در ایران باعث شده که آمار دقیقی از تعداد کاربران فیسبوک در ایران وجود نداشته باشد. با اینحال، بنابر اظهارات علی جنتی، وزیر فرهنگ و ارشاد اسلامی دولت یازدهم، تا بهمن ۱۳۹۳، بین ۴ تا ۴٫۵ میلیون ایرانی، عضو فیسبوک بوده‌اند. به نظر می‌رسد فیلترینگ فیس‌بوک تأثیر محسوسی بر استفاده از آن در ایران نداشته‌است.
در شهریورماه ۹۲، غلامحسین محسنی اژه‌ای، دادستان کل کشور، از امکان رفع فیلتر فیسبوک خبر داد. یک روز پس از آن محمدرضا آقامیری، عضو کارگروه تعیین مصادیق محتوای مجرمانه از امکان رفع مشروط فیلترینگ فیسبوک به شرط تفکیک محتواهای مجرمانه از محتوای مفید توسط نرم‌افزار هوشمند فیلترینگ یا الزام فیسبوک به تبعیت از قوانین ایران گفت. او فیسبوک را دارای پتانسیل ترویج دین، بیداری اسلامی و گسترش فرهنگ ایرانی اسلامی معرفی کرد. او همچنین گفت داشتن صفحه در فیسبوک برای مقام‌های حکومتی «مصداق شکستن حریم شخصی در فضای مجازی» است و هشدار داد که حکومت ایران می‌تواند افرادی که از شبکه خصوصی مجازی (وی‌پی‌ان) برای دور زدن فیلتر استفاده می‌کنند شناسایی کند.
روز ۵ مه ۲۰۲۰ فیس‌بوک اعلام کرد، رسانه دولتی ایران از صدها حساب اجتماعی جعلی برای پخش پنهانی پیام‌های تبلیغاتی آنلاین به طرفداری از ایران، حداقل از سال ۲۰۱۱، برای هدف قرار دادن رای‌دهندگان در کشورهایی از جمله انگلیس و آمریکا، استفاده کرده‌است. به همین دلیل هشت حساب شبکه رسانه‌ای ایران و از جمله صدا و سیمای جمهوری اسلامی ایران (IRIB) را به دلیل به اصطلاح «رفتار غیر معتبر هماهنگ شده» تعلیق کرده‌است. IRIB یک نهاد دولتی محسوب می‌شود که ریاست آن توسط علی خامنه‌ای رهبر عالی منصوب می‌شود.